# فيلموتييه (أين)
فيلموتييه (بالفرنسية: Villemotier) هي بلدية فرنسية تقع في إقليم الأين في فرنسا. رمز إنسي لها هو:1445. أما الرمز البريدي لها فهو: 1270.